# 팀 차우
티머시 앨릭샌더 차우(영어: Timothy Alexsander Chow, 1994년 1월 18일 ~ )는 잉글랜드 출생의 대만의 축구 선수로 포지션은 미드필더이며 현재 중국 슈퍼리그 허난 젠예에서 뛰고 있다.

## 선수 경력

### 클럽
2003년부터 2012년까지 위건 애슬레틱의 유소년팀에서 활동했고 같은 해 위건의 성인팀에 전격 입단하며 프로에 입문했다. 그러나 2016년까지 16경기에 출장에 그쳤고 이후 스코티시 프리미어십의 로스 카운티 FC로 이적하여 2년동안 44경기에 출장했고 특히 2017년 1월 21일 던디 유나이티드와의 2016-17 스코티시컵 32강전에서 득점을 기록하며 팀의 6-2 대승 및 팀의 16강 진출에 일조했다. 그리고 2018년 세르비아 수페르리가의 FK 스파르타크 수보티차로 이적하여 2019년까지 6경기 출장에 그쳤고 2019년 중국 슈퍼리그 허난 젠예로 전격 이적하면서 처음으로 아시아 무대를 밟았다.

### 국가대표팀
2017년 10월 30일 대만 국적을 취득하였고 같은 해 11월 14일 투르크메니스탄과의 2019년 AFC 아시안컵 3차 예선 E조 5차전에서 국제 A매치 첫 경기를 치뤘으나 팀은 1-2로 패하면서 본선 진출에 실패했다.